# Bahnhof Huelva-Término

Der Bahnhof Huelva-Término war der Endbahnhof der Bahnstrecke Sevilla–Huelva in der Stadt Huelva in Spanien. Die Anlagen waren zwischen 1888 und 2018 in Betrieb. Das Empfangsgebäude ist das letzte erhaltene Relikt des Bahnhofs und ein Beispiel eines Gebäudes des Historismus.

## Geschichte
Die Eisenbahn erreichte Huelva am 15. März 1880, als die Compañía de los Ferrocarriles de Madrid a Zaragoza y Alicante die Arbeiten an der Eisenbahnlinie abschloss, die Sevilla mit Huelva verband. Der Bahnhof von Huelva-Término wurde vom spanisch-deutschen Geschäftsmann Wilhelm Sundheim mit der Absicht gefördert, eine angemessene Verbindung für den Personen- und Bergbauverkehr zu bieten, der in die Stadt gelangte. Das Bahnhofsprojekt war das Werk des Ingenieurs Jaime Font, unterstützt von Pedro Soto. Die Einrichtungen wurden 1888 eingeweiht. Das Hauptgebäude war im Neomudéjar-Stil gehalten.
Im 1941 wurde der Bahnhof nach der Verstaatlichung der iberischen Spurweite-Netz in RENFE integriert. Ab 1976 wurden die Eisenbahndienste von die Stadt Huelva in den Anlagen von Huelva-Término zentralisiert, nachdem der historische Bahnhof Huelva-Odiel geschlossen und die Zafra-Linie umgeleitet worden war. Nach der Aufspaltung der RENFE übernahm 2005 Adif die Infrastruktur, das Unternehmen Renfe Operadora führt den Zugverkehr durch.
Am 22. April 2018 wurde der Bahnhof nach 130 Jahren geschlossen und durch den neuen Bahnhof Huelva abgelöst.